# One Way Passage
One Way Passage is een Amerikaanse dramafilm uit 1932 onder regie van Tay Garnett. Destijds werd de film in Nederland uitgebracht onder de titel Een maand van liefde.

## Verhaal
Joan Ames is terminaal ziek en ze besluit nog een scheepsreis te maken voor haar dood. Tijdens die reis maakt ze kennis met de ter dood veroordeelde crimineel Dan Hardesty. Ze worden verliefd zonder van elkaar te weten dat ze niet lang meer te leven hebben.

## Rolverdeling
| Acteur           | Personage    |
| ---------------- | ------------ |
| William Powell   | Dan Hardesty |
| Kay Francis      | Joan Ames    |
| Aline MacMahon   | Betty        |
| Frank McHugh     | Skippy       |
| Warren Hymer     | Steve Burke  |
| Frederick Burton | Scheepsarts  |